# کارل ویلهلم
کارل ویلهلم (آلمانی: Carl Wilhelm; ۹ فوریهٔ ۱۸۸۵ – ۱ سپتامبر ۱۹۳۶) کارگردان فیلم، فیلم‌نامه‌نویس، تهیه‌کننده فیلم سینمای صامت اهل آلمان بود.